# Альшиць Леон Якович
Лео́н Я́кович А́льшиць (30 січня 1910, Житомир — 21 лютого 1983, Одеса) — український радянський художник театру і педагог; член Спілки радянських художників України. Заслужений діяч мистецтв УРСР з 1978 року.

## Життєпис
Народився 17 [30] січня 1910 року в місті Житомирі. 
У 1931 році закінчив Київський художній інститут, де навчався у Володимира Татліна, Костянтиа Єлеви, Миколиа Тряскіна.
У 1929—1941 роках працював в Київському театрі російської драми, одночасно у 1937—1941 роках викладав у Київському театральному інституті імені Карпенка-Карого.
Брав участь у німецько-радянській війні як головний художник фронтового театру. Член ВКП(б) з 1942 року. Нагороджений медаллю «За оборону Сталінграда» (наказ по підрозділу № 102 від 4 листопада 1944 року.)
У 1954—1979 роках працював в Одеському російському драматичному театрі імені Андрія Іванова, де протягом 1957—1975 років обіймав посаду головного художника. Одночасно у 1975—1978 роках викладав в Одеському театральному художньо-технічному училищі. У 1970-х — початку 1980-х років співпрацював з Київським театром російської драми імені Лесі Українки.
Жив в Одесі в будинку на вулиці Рози Люксембург, № 2, квартира № 7. Помер в Одесі 21 лютого 1983 року.

## Творчість
Працював в галузі театрально-декораційного мистецтва. Серед оформлених вистав:
- «Собака на сіні» Лопе де Вега (1940; Київський театр Червоної армії);
- «Фронт» Олександра Корнійчука (1943, Театр Забайкальського фронту);

у Київському російському драматичному театрі імені Лесі Українки
- «Діти сонця» Максима Горького (1937);
- «Рідний дім» Бориса Ромашова (1938);
- «Розгром» за Олександром Фадєєвим (1971);
- «Добряки» Леоніда Зоріна (1973);
- «Інтерв'ю в Буенос-Айресі» Генріха Боровика (1974);
- «І відлетимо з вітрами» Миколи Зарудного (1977);
- «Гравець» за Федором Достоєвським (1981);

в Одеському театрі Радянської армії
- «Бронепоїзд 14-69» Всеволода Іванова (1950);
- «Людина з рушницею» Миколи Погодіна (1950);

в Одеськомиу російському драматичному театрі імені Андрія Іванова
- «Третя патетична» Миколи Погодіна (1956);
- «Влада темряви» Льва Толстого (1961);
- «В день весілля» Віктора Розова (1966);
- «Дощ» Сомерсета Моема (1975);

у Київському українському драматичному театрі імені Івана Франка
- «Учень диявола» Бернарда Шоу (1970);
- «Справа» Олександра Сухово-Кобиліна (1971).

Брав участь у всеукраїнських та всесоюзних виставках з 1967 року.